# (1757) Porvoo
(1757) Porvoo ist ein Asteroid des Hauptgürtels, der am 17. März 1939 von dem finnischen Astronomen Yrjö Väisälä in Turku entdeckt wurde. 
Der Asteroid wurde nach Porvoo, der zweitältesten Stadt in Finnland, benannt.